# Boris Kimiagarov
Boris Arievitch Kimiagarov (en russe : Борис Ариевич Кимяга́ров) dans les sources en tadjik Bension Kimiagarov, né le 30 septembre 1920 à Samarcande et mort le 19 avril 1979  à Douchanbé, est un réalisateur soviétique.

## Biographie
Né à Samarcande en 1920. En 1936-1939, il fait ses études à l'Institut pédagogique de Stalinabad (actuellement l'Université Sadriddin Aini de Tadjikistan). Après avoir enseigné le tadjik à Douchanbé, il reprend des études de cinéma à Moscou à l'Institut national de la cinématographie sous la direction de Sergueï Eisenstein (1939-1941). Il commence par réaliser les documentaires à Tadjikfilm. Lauréat du prix Staline de troisième classe (1952) pour le long métrage documentaire Tadjikistan soviétique. 
Membre de l'Union des cinéastes de l'URSS depuis 1957. Artiste du peuple de la RSS du Tadjikistan (1960)
En 1956, il réalise son premier long métrage de fiction Dokhounda d'après le roman éponyme de Sadriddin Aini. S’ensuit la réalisation de quatre films consacrés à l’œuvre épique de Ferdowsi, dont Roustam et Soukhrab adapté du Livre des Rois et récompensé au 5e Festival du film à Tbilissi en 1972. De 1958 à 1975, il fut le premier secrétaire de l’Union des cinéastes tadjiks. Membre du PCUS depuis 1944. En tout, il réalise pas moins de 18 films, dont le dernier L'homme change de peau adapté du roman éponyme de Bruno Jasieński en 1978. Il meurt un an plus tard. 
Le cinéaste repose au cimetière central de Douchanbé.

## Filmographie

### Fictions
- 1956 : Dokhounda (ru) (Дохунда)
- 1958 : Un poste élevé (ru) (Высокая должность)
- 1959 : Destin d'un poète (ru) (Судьба поэта)
- 1961 : Bannière du forgeron (ru) (намя кузнеца)
- 1962 : Il n'y aura pas de silence (ru) (Тишины не будет)
- 1964 : Le Temps de paix (ru) (Мирное время)
- 1965 : Khassan Arbakech (ru) (Хасан Арбакеш)
- 1968 : Comme le cœur le dit (ru) (Как велит сердце)
- 1971 : Le Dit de Roustam (ru) (en (Le Dit de Roustam)
- 1971 : Roustam et Soukhrab (ru) (Рустам и Сухраб)
- 1974 : Une vie ne suffit pas (ru) (Одной жизни мало)
- 1976 : Le Dit de Siavouch (ru) (Сказание о Сиявуше)
- 1978 : L'homme change de peau (Человек меняет кожу)

### Documentaires
- 1946 : Tadjikistan (Таджикистан)
- 1948 : Dans les montagnes du Pamir (В горах Памира)
- 1949 : Grande puissance (Великая сила)
- 1949 : Vallée des millionnaires (Долина миллионеров)
- 1949 : Sadriddin Aini (Садриддин Айни)
- 1950 : Terre de jeunesse (Земля молодости)
- 1951 : Tadjikistan soviétique (Советский Таджикистан)
- 1953 : Dans le Pamir (На Памире)
- 1954 : Vallée de la rivière Vakhsh (Долина реки Вахш)
- 1955 : Fête du peuple tadjik (Праздник таджикского народа)
- 1957 : Les gens du pays ensoleillé (Люди солнечной страны)
- 1959 : Bonjour, Tadjikistan (Здравствуй, Таджикистан)
- 1962 : Bonne route (В добрый путь)
- 1962 : Quatre chansons sur le Tadjikistan (Четыре песни о Таджикистане)

## Décorations
- Médaille Pour le travail vaillant dans la Grande Guerre patriotique 1941–1945 (1946)
- Ordre de l'Insigne d'honneur (1952, 1954, 1957)
- Ordre du Drapeau rouge du Travail (1957)